# Бортаковский, Иван Иванович
Ива́н Ива́нович Бортако́вский — советский механизатор-новатор, лауреат Сталинской премии третьей степени.

## Биография
Родился 10 декабря (27 ноября — по старому стилю) 1914 года в уездном городе Сапожок Рязанской губернии (ныне рабочий посёлок Рязанской области). В 1931 году окончил Сапожковскую профессионально-техническую школу и курсы трактористов, после чего работал по специальности в совхозе «Вторая пятилетка» Сапожковского района. Годом позже стал бригадиром трактористов. В 1934 году окончил курсы механиков при Ростовском заводе сельскохозяйственных машин, после чего был разъездным механиком, преподавателем курсов трактористов.
С 1936 года — бригадир тракторной бригады Можарской машинно-тракторной станции. Активно участвовал в стахановском движении, его бригада перевыполняла норму выработки почти в 7 раз — 2807 гектаров при норме в 440. На протяжении трёх лет она побеждала во Всесоюзном первенстве среди трактористов, работавших на машинах ЧТЗ. Избирался делегатом VIII Чрезвычайного Всесоюзного съезда Советов. Участвовал во Всесоюзной сельскохозяйственной выставке.
В годы Великой Отечественной войны бригада Бортаковского продолжала успешную работу, добившись выработки на каждый трактор в среднем более чем 3000 гектаров. С 1949 года возглавлял Можарскую МТС. Учился в Московском институте механизации и электрификации сельского хозяйства. Избирался депутатом ВС РСФСР трёх созывов.
Умер 22 сентября 1983 года в городе Спасск-Рязанский.

## Признание
- орден Трудового Красного Знамени
- орден «Знак Почёта»
- медали
- Большая Золотая медаль ВСХВ (20.2.1940) — за выработку в 1938 году на трактор ЧТЗ 5784 гектаров
- Сталинская премия третьей степени (1946) — за коренное усовершенствование методов эксплуатации тракторов и сельскохозяйственных машин, обеспечившее высокую производительность тракторного парка и значительное повышение урожаев колхозных полей районов МТС

## Сочинения
- Бортаковский И. И. «Опыт работы нашей тракторной бригады», Рязань: издательство «Сталинское знамя», 1948
- Бортаковский И. «2 807 гектаров», сборник «Трактористы-двухтысячники. Опыт работы лучших стахановских тракторных бригад Московской области», издательство «Московский рабочий», 1937 — стр. 20-53.